# I 1001 nats eventyrrige
I 1001 nats eventyrrige er en dansk dokumentarfilm fra 1934.

## Handling
Skuespilleren Palle Huld foretog i 1930'erne sammen med skuespillerkollegaen Elith Foss, under stor mediebevågenhed, rejser til eksotiske destinationer på danske Nimbus-motorcykler, blandt andet til Den Persiske Golf.